# Мифуне
Мифуне (яп. 御船町 Мифунэ-мати) — посёлок в Японии, находящийся в уезде Камимасики префектуры Кумамото. Площадь посёлка составляет 99,00 км², население — 17 422 человека (1 августа 2014), плотность населения — 175,98 чел./км².

## Географическое положение
Посёлок расположен на острове Кюсю в префектуре Кумамото региона Кюсю. С ним граничат город Кумамото, посёлки Касима, Масики, Коса, Ямато, Мисато и село Нисихара.

## Население
Население посёлка составляет 17 422 человека (1 августа 2014), а плотность — 175,98 чел./км². Изменение численности населения с 1980 по 2005 годы:
| 1980 | 17 536 чел. |  |
| 1985 | 17 979 чел. |  |
| 1990 | 17 952 чел. |  |
| 1995 | 18 438 чел. |  |
| 2000 | 18 532 чел. |  |
| 2005 | 18 116 чел. |  |

## Символика
Деревом посёлка считается Ternstroemia gymnanthera , цветком — глициния.